# Marathon des Sables
La Marathon des Sables (MdS) - literalment “marató de les arenes” en català - o Marató del Sàhara, és una ultramarató de sis dies i 251 km (156 mi), equivalent a sis maratons regulars. L'etapa més llarga (2009) és de 91 km (57 mi). Aquesta cursa se celebra al sud del Marroc, al Desert de Sàhara. Es considera la cursa més dura que existeix per terra. Els orígens de la cursa són del 1986.

## Història
El primer promotor de la marató fou el francès Patrick Bauer, que el 1984 va travessar el desert de Sàhara a peu i sol. Va fer 350 km (214 mi) amb 12 dies sense trobar cap oasi ni comunitat durant el camí. Dos anys més tard, el 1986, es donà a conèixer la primera Marathon des Sables. 23 corredors van participar en la cursa amb Bernard Gaudin i Christiane Plumere (tots dos de França) que van guanyar en la categoria masculina i femenina. El 2009 van participar més de mil corredors en l'esdeveniment i es creà l'associació Solidarité Marathon des Sables per desenvolupar projectes per assistir nens i poblacions amb necessitats en els àmbits de salut, educació i desenvolupament sostenible dins Marroc.

## Resultats
| Edició | Any  | Participants | Arribades | Guanyador          | Temps | Guanyadora           | Temps |
| ------ | ---- | ------------ | --------- | ------------------ | ----- | -------------------- | ----- |
| I      | 1986 | -            | -         | Bernard Gaudin     | -     | Christiane Plumere   | -     |
| II     | 1987 | -            | -         | Hassan Sebtaoui    | -     | Marie-Ange Malcuit   | -     |
| III    | 1988 | -            | -         | Bernard Gaudin     | -     | Marie-Ange Malcuit   | -     |
| IV     | 1989 | -            | -         | Hassan Sebtaoui    | -     | Claude Battistelli   | -     |
| V      | 1990 | -            | -         | Hassan Sebtaoui    | -     | Claire Garnier       | -     |
| VI     | 1991 | -            | -         | Hassan Sebtaoui    | -     | Monique Frussote     | -     |
| VII    | 1992 | -            | -         | Mohamed Bensalah   | -     | Monique Frussote     | -     |
| VIII   | 1993 | -            | -         | Mohamed Bensalah   | -     | Irina Petrovna       | -     |
| IX     | 1994 | -            | -         | André Derksen      | -     | Valentina Liakhov    | -     |
| X      | 1995 | -            | -         | André Derksen      | -     | Béatrice Reymann     | -     |
| XI     | 1996 | -            | -         | André Derksen      | -     | Anke Molkenthin      | -     |
| XII    | 1997 | -            | -         | Lahcen Ahansal     | -     | Rosanna Pellizzari   | -     |
| XIII   | 1998 | -            | -         | Mohamad Ahansal    | -     | Rosanna Pellizzari   | -     |
| XIV    | 1999 | -            | -         | Lahcen Ahansal     | -     | Lisa Smith           | -     |
| XV     | 2000 | -            | -         | Lahcen Ahansal     | -     | Pascal Martin        | -     |
| XVI    | 2001 | -            | -         | Lahcen Ahansal     | -     | Franca Fiacconi      | -     |
| XVII   | 2002 | -            | -         | Lahcen Ahansal     | -     | Simone Kayser        | -     |
| XVIII  | 2003 | -            | -         | Lahcen Ahansal     | -     | Magali Juvenal       | -     |
| XIX    | 2004 | -            | -         | Lahcen Ahansal     | -     | Simone Kayser        | -     |
| XX     | 2005 | -            | -         | Lahcen Ahansal     | -     | Simone Kayser        | -     |
| XXI    | 2006 | -            | -         | Lahcen Ahansal     | -     | Géraldine Courdesse  | -     |
| XXII   | 2007 | -            | -         | Lahcen Ahansal     | -     | Laurence Fricotteaux | -     |
| XXIII  | 2008 | -            | -         | Mohamad Ahansal    | -     | Touda Didi           | -     |
| XXIV   | 2009 | -            | -         | Mohamad Ahansal    | -     | Touda Didi           | -     |
| XXV    | 2010 | -            | -         | Mohamad Ahansal    | -     | Mònica Aguilera      | -     |
| XXVI   | 2011 | -            | -         | Rachid El Morabity | -     | Laurence Klein       | -     |
| XXVII  | 2012 | -            | -         | Salameh Al Aqra    | -     | Laurence Klein       | -     |
| XXVIII | 2013 | -            | -         | Mohamad Ahansal    | -     | Meghan Hicks         | -     |
| XXIX   | 2014 | -            | -         | Rachid El Morabity | -     | Nikki Kimball        | -     |
| XXX    | 2015 | -            | -         | Rachid El Morabity | -     | Elisabet Barnes      | -     |
| XXXI   | 2016 | -            | -         | Rachid El Morabity | -     | Natalia Sedykh       | -     |
| XXXII  | 2017 | -            | -         | Rachid El Morabity | -     | Elisabet Barnes      | -     |
| XXXIII | 2018 | -            | -         | Rachid El Morabity | -     | Magdalena Boulet     | -     |
| XXXIV  | 2019 | -            | -         | Rachid El Morabity | -     | Ragna Debats         | -     |